# Asociación de nuevos artistas húngaros
La Asociación de nuevos artistas, en húngaro Új Művészek Egyesülete (UME), es una asociación  de artistas húngaros fundada por el pintor y profesor János Vaszary en 1923.

## Historia
Vaszary sostiene y promueve en su país a las nuevas tendencias artísticas y a la corriente vanguardista. La Asociación de  Nuevos Artistas se integra en un principio con un grupo que pertenece a la Nueva Sociedad de Artistas. Vaszary  reúne a ese grupo, lo organiza y funda después la sociedad independiente en 1923.
La Asociación expone conjuntamente en Budapest en el  Salón Nacional (húngaro) en 1932  e independientemente, en el Salón Fränkel, también húngaro, en el año de 1934.

## Miembros
Lista no exhaustiva de las miembros
- Géza Bene (hu)
- Albert Bertalan
- Alice Burchard-Bélaváry
- Zoltán Borbereki-Kovács (hu)
- Ákos Ecsődi (hu)
- Jenő Gadányi (hu)
- Jenő Gábor (hu)
- Gyula Hincz (hu)
- Béla Kádár (en)
- Pál Miháltz (hu)
- László Rozgonyi (hu)
- Pál Miháltz (hu)
- Erzsébet Vaszkó
- Ödön Vaszkó (hu)
- Tibor Vilt (hu)
- Róna Emy